# Nikólaos Plastíras
Nikólaos Plastíras, no alfabeto grego: Νικόλαος Πλαστήρας (Karditsa, 4 de Novembro de 1883 — Atenas, 26 de Julho de 1953), foi um político da Grécia. Ocupou o cargo de primeiro-ministro da Grécia.